# (32807) Quarenghi

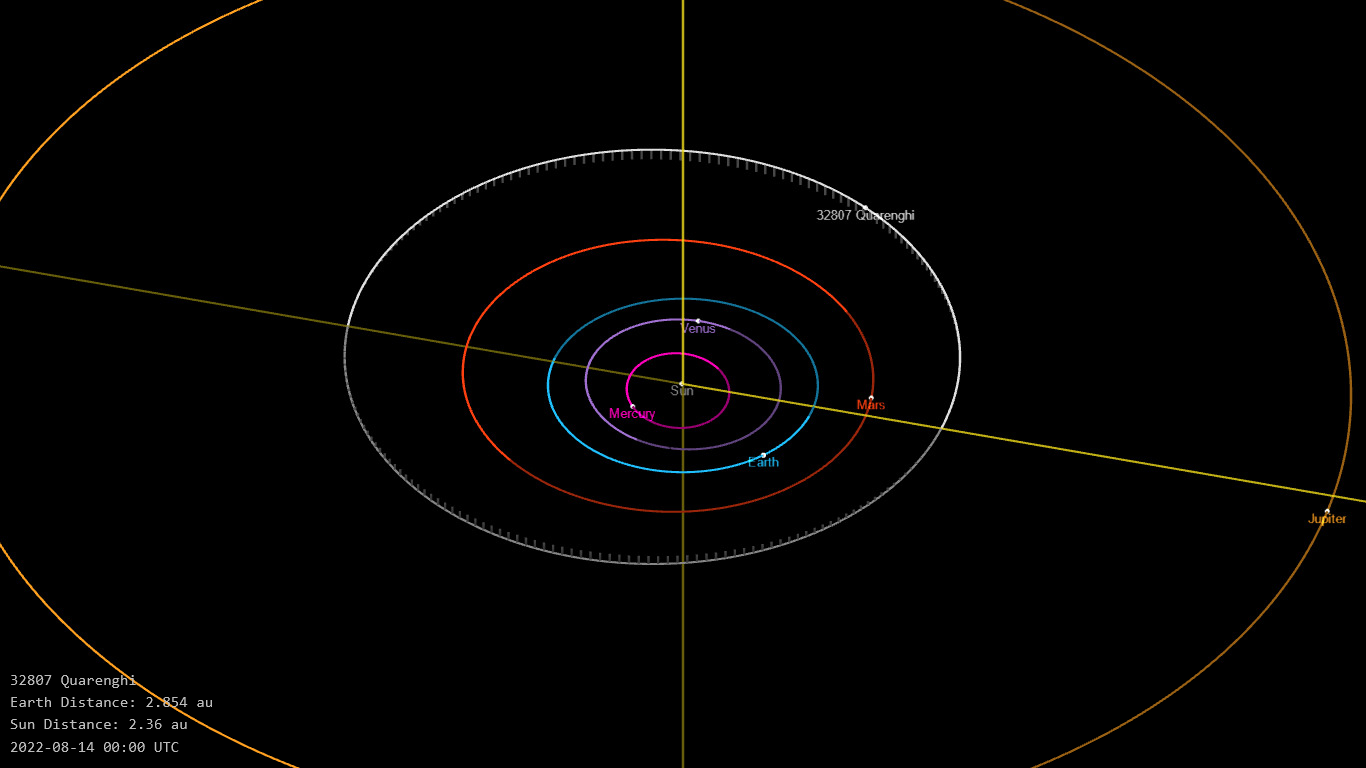
(32807) Quarenghi

(32807) Quarenghi est un astéroïde de la ceinture principale.

## Description
(32807) Quarenghi est un astéroïde de la ceinture principale. Il fut découvert le 24 septembre 1990 à Naoutchnyï par Lioudmila Jouravliova et Galina Kastel. Il présente une orbite caractérisée par un demi-grand axe de 2,30 UA, une excentricité de 0,17 et une inclinaison de 2,2° par rapport à l'écliptique.

## Compléments